# Achim Steiner

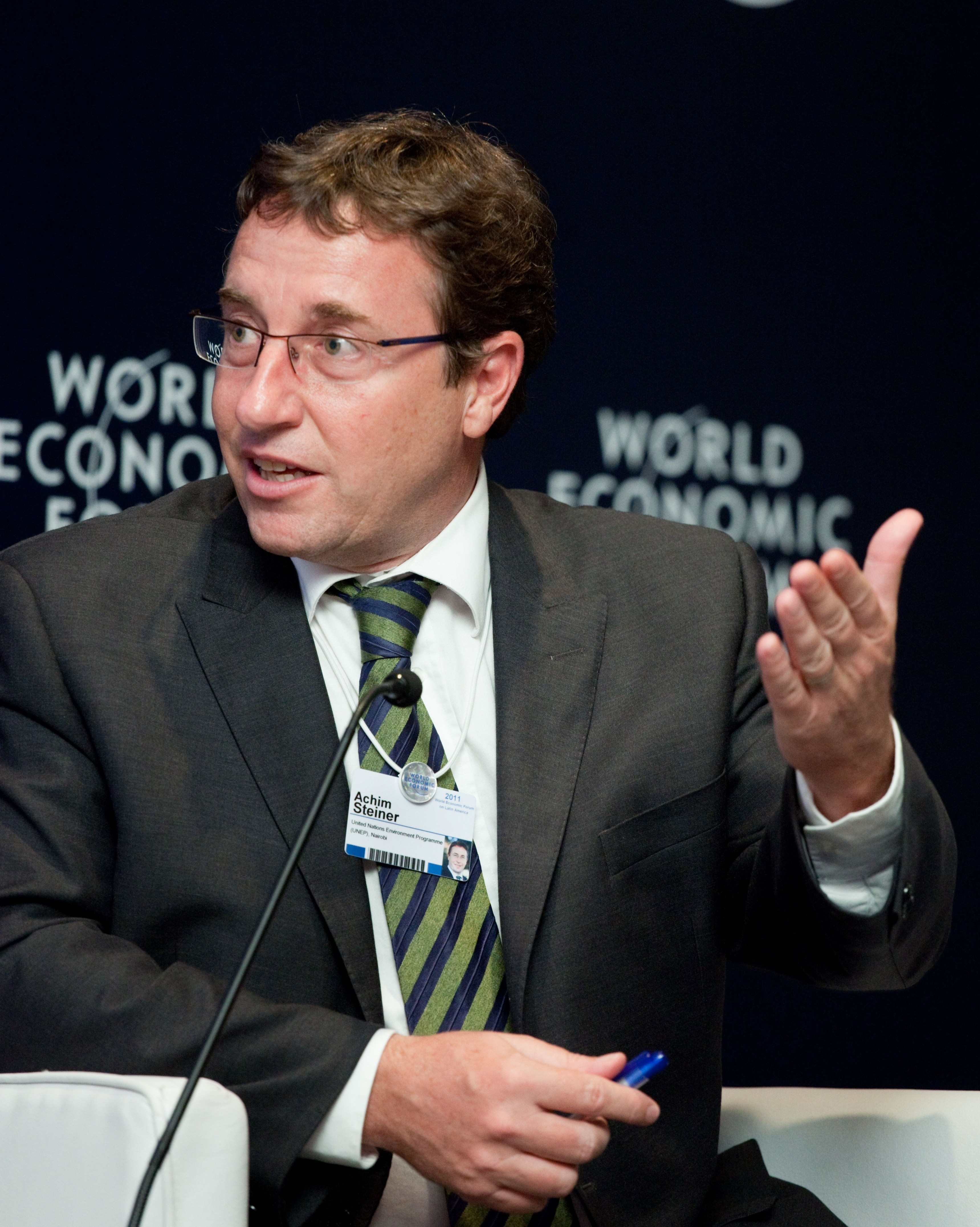
Achim Steiner no Fórum Econômico Mundial sobre a América Latina em 2011.

Achim Steiner (Carazinho, 1961) é um cientista, diplomata e ambientalista germano-brasileiro de projeção mundial, e que desde 19 de junho de 2017 chefia o Programa das Nações Unidas para o Desenvolvimento (PNUD).

## Infância
Nasceu e passou a infância no Brasil, durante o período em que o pai, um agrônomo alemão, estava no país a trabalho, contratado por agricultores que desejavam aperfeiçoar o cereal que vendiam às grandes cervejarias Brahma e Antarctica. Tinha dez anos quando o contrato do pai expirou e a família voltou para a Alemanha.

## Formação e carreira
Steiner foi educado na Inglaterra, formando-se em filosofia, política e economia pela Universidade de Oxford. Na sequência, fez mestrado em economia e planejamento regional na Universidade de Londres. Também estudou no Instituto Alemão de Desenvolvimento em Berlim e na Harvard Business School, nos Estados Unidos. Desempenhou vários cargos em ONGs e instâncias internacionais em vários países e atua com destaque a serviço das Nações Unidas, recebendo também vários prêmios. Foi secretário-geral da Comissão Mundial de Barragens (1998-2001), diretor-geral da União Internacional para a Conservação da Natureza (2001-2006), diretor-executivo do Programa das Nações Unidas para o Meio Ambiente (PNUMA) (2006-2016), diretor-geral do escritório das Nações Unidas em Nairóbi (2009-2011), sub-secretário-geral das Nações Unidas (2011-2016). Desde 2016 é diretor da Oxford Martin School e professor associado do Balliol College, ambos na Universidade de Oxford. Em 2017, foi nomeado Administrador do Programa das Nações Unidas para o Desenvolvimento (PNUD), sendo renomeado, em abril de 2021, pelo Secretário-Geral das Nações Unidas, António Guterres, para seu segundo mandato.

## Reconhecimento

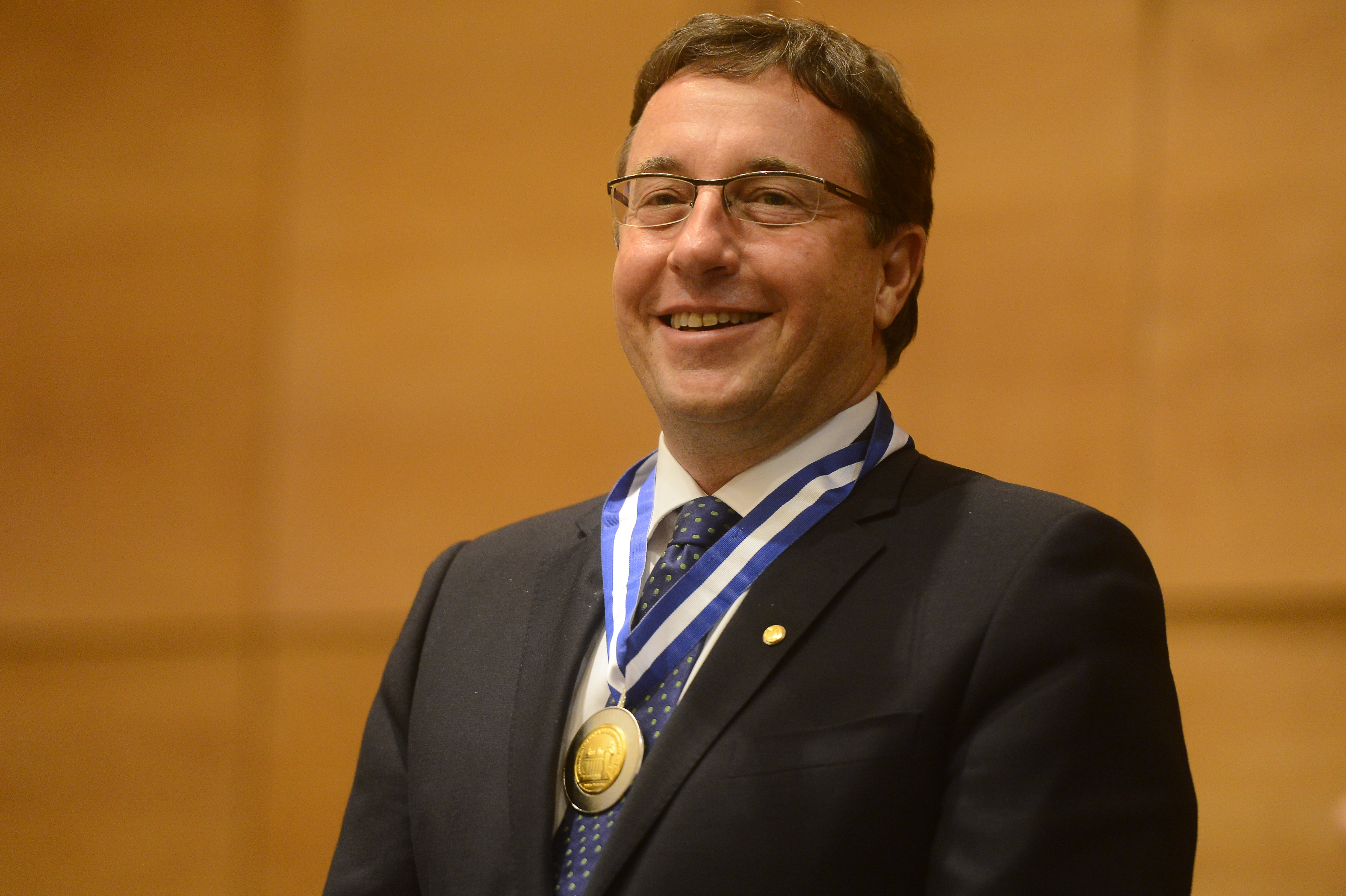
Achim Steiner com a Medalha Tiradentes do estado do Rio.

Steiner recebeu, entre outros, os prêmios 2010 Leadership Award for Principled Pragmatism da Tällberg Foundation, o Shark Guardian of the Year 2008 do Shark Project, o Schubert Preis 2008 e o Steiger Award em 2007. Em 2016 recebeu da cidade do Rio de Janeiro o título de Cidadão Honorário, e na mesma ocasião a Assembleia Legislativa do Rio concedeu-lhe a Medalha Tiradentes pelos seus relevantes serviços à causa pública.
Foi descrito pela Tällberg Foundation como um líder raro, excepcional, cuja mente é aberta, humana e jovial, dotado de uma capacidade incomum de ouvir as necessidades peculiares dos atores mais diferenciados da cena mundial, traduzindo a multiplicidade em políticas de sustentabilidade que muitas vezes foram efetivamente implementadas, com repercussões em larga escala: "Sua atuação fomentando as iniciativas do Pnuma deixou as mais profundas marcas nas políticas nacionais e internacionais.... Achim Steiner pertence ao futuro".